# Incubație

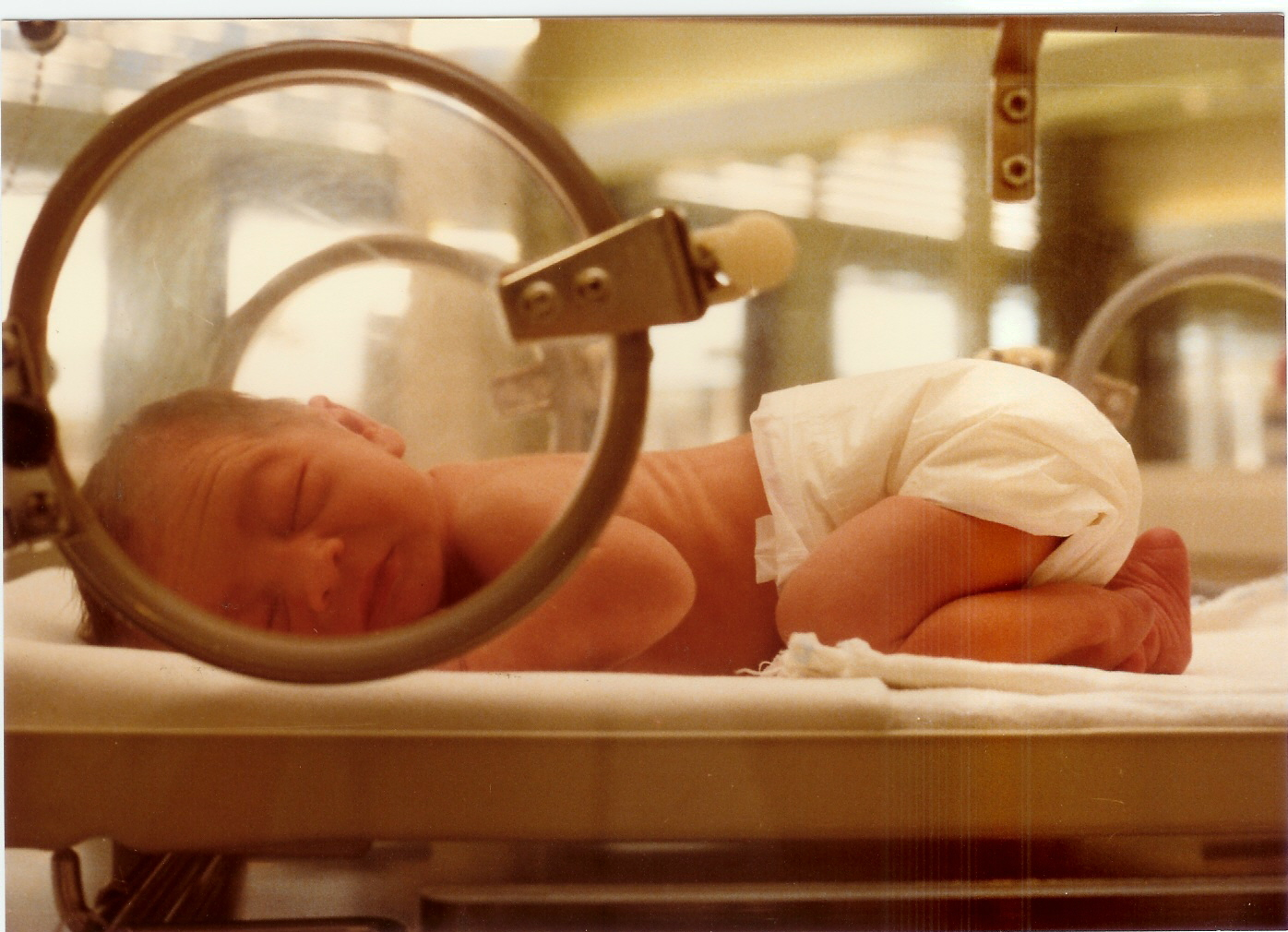
Nou născut la incubator

Incubația este un proces de dezvoltare, naturală sau artificială, a embrionului de păsări, reptile sau mamifere sub influența anumitor factori fizici (temperatură, umiditate). Analog, acesta este un proces de dezvoltare al fătului născut prematur.

## Altă utilizare
Incubație se mai numește și timpul cuprins între primul contact al organismului cu microbii sau cu virusurile unei boli și primele simptome ale bolii provocate de aceștia.

## Incubația la nou născuți
În neonatologie, pentru copii nou-născuți și pentru cei prematuri născuți există incubatoare⁠(d) care reprezintă un echipament de tratament intensiv neonatal. Incubatorul este compus dintr-o cameră transparentă cu lenjerie sterilizată , cu încălzire, cu flitru de aer, cu geamuri pentru manipularea copilului și sisteme de monitorizare cardiacă, respiratorie, al activității cerebrale și a controlului greutății.

## Incubația la păsări
Incubația la păsări se realizează prin clocire sau prin incubatoare⁠(d) (clocitori) artificiale.

## Incubația la reptile
Cel mai adesea, reptilele (broaște țestoase, șerpi) își îngroapă ouăle sub pământ, acestea incubându-se prin căldura primită de la soare.

## Incubația la mamifere
În lumea animală există două specii de animale care incubează ouăle în propriile lor corpuri, ornitorincii și echidnele.